# Malcolm O'Kelly
Malcolm Éamonn O'Kelly (Chelmsford, 19 luglio 1974) è un ex rugbista a 15 irlandese, per quasi tutta la sua carriera seconda linea del Leinster.

## Biografia
Nato a Chelmsford, nella contea inglese dell'Essex da genitori irlandesi ma cresciuto a Dublino, nel cui Trinity College si laureò in ingegneria, O'Kelly entrò nella provincia del Leinster nel 1995, inizialmente rappresentandolo a livello di campionato interprovinciale.
Tra il 1997 e il 1999 fu ai London Irish e alla fine del 1997 esordì in Nazionale irlandese a Dublino contro la Nuova Zelanda; due anni dopo fu alla Coppa del Mondo di rugby 1999 nel Regno Unito.
Nel 2001 prese parte al tour dei British Lions in Australia, pur senza mai scendere in campo in alcun test match (assommò cinque presenze negli incontri infrasettimanali), e debuttò in Celtic League con la provincia di Leinster.
In Nazionale fu presente al Cinque Nazioni 1998 poi successivamente a tutti i Sei Nazioni dal 2000 al 2006 e, successivamente, a quelli del 2008 e 2009, quest'ultimo conclusosi con il Grande Slam irlandese dopo 61 anni, e che chiuse la carriera internazionale di O'Kelly, che comprende anche la partecipazione alle Coppe del Mondo del 2003 e del 2007.
Al suo palmarès si aggiungono anche una seconda Celtic League nel 2008 e, nel 2009, il titolo di campione d'Europa.
Il ritiro avvenne alla fine della stagione 2009-10, a quasi 36 anni.
Vanta inoltre quattro inviti nei Barbarians, il primo dei quali nel 2000 e il più recente nel 2010, che fu anche l'ultimo incontro in assoluto della sua carriera, contro un XV dell'Irlanda a Twickenham.

## Palmarès
- Celtic League: 2
2001-02, 2007-08
- Heineken Cup: 1
2008-09